# Коммерческое обозначение
Коммерческое обозначение — средство индивидуализации торговых, промышленных и других предприятий.

## Положение в России
В России коммерческие обозначения охраняются в соответствии со статьями 1538–1541 Гражданского кодекса РФ.
Основным отличием коммерческого обозначения от фирменного наименования является то, что коммерческое обозначение не обязательно должно быть указано в учредительных документах организации и не подлежит регистрации. Оно является средством индивидуализации не организации или индивидуального предпринимателя, а предприятия как имущественного комплекса. Коммерческое обозначение индивидуализирует принадлежащее организации или предпринимателю предприятие (бизнес) путём нанесения этого обозначения на вывесках, на выпускаемых товарах, использования его в объявлениях и рекламе.
Исключительное право на коммерческое обозначение возникает, если: 
1. его употребление известно на определенной территории,
2. оно обладает достаточными различительными признаками.

Правообладатель может передать исключительное право на коммерческое обозначение, в отличие от права на фирменное наименование, третьим лицам в составе предприятия как имущественного комплекса по договору продажи предприятия, его аренды, а также по договору коммерческой концессии (франчайзинга).